# André David (compositeur)
Pour les articles homonymes, voir David et André David.
André David (né le 2 février 1922 à Alger et mort à Paris 17e le 5 juin 2007) est un compositeur français.

## Biographie
Diplômé du conservatoire de Montpellier (premier prix de piano à l'unanimité) (1942). Docteur en médecine (Paris) (1949). Élève de Maurice Le Boucher et Noël Gallon, il a étudié le piano et l'écriture musicale. André David a été marié à Monique David et Pierrette Germain. Il est le fils de Maurice David. Il est enterré à Soumensac, dans le département de Lot-et-Garonne. En 2017, un hommage lui a été rendu à Soumensac pour le dixième anniversaire de sa disparition. Un concert a été donné dans l'église de Saint-Jean de Duras et une plaque apposée sur sa maison le long des promenades.

## Langage musical
Son langage s'articule sur des blocs harmoniques qui mettent en valeur les ressources techniques des instruments. Il se caractérise par une diversité des couleurs sonores, un relief mis en valeur par les oppositions et les alternances des tensions, des rythmes, des nuances. Il a adopté les principes de l'atonalité sans renoncer à l'efficacité de certaines ressources traditionnelles (source : France-Yvonne Bril). Henri Dutilleux avait décelé dans la musique d'André David dès 1987 : « la liberté de langage, l'économie de matériaux dans l'ordre thématique, la souplesse de l'écriture pianistique et le foisonnement sonore » (source : Mireille Gaudin André David).
Il a écrit de nombreuses œuvres pour le piano et la musique de chambre : Expression2, Ecart, Madiganae, Quadrimania, Trois petites pièces (dont Soumen, évocation de son village de Soumensac), des groupements originaux, tels que piano/harmonica, quintette à vent, quatuor de guitares ou 10 instruments (Décan), de la musique symphonique Ortive dont la première audition a eu lieu aux États-Unis, une cantate le Chêne de lumière sur un texte de Pierrette Germain et un opéra Rodolphe (livret de Jacques Grasswill), représenté à La Rochelle et Niort en 2002. Il dédia une œuvre pour violon à Alexis Galpérine qui la créa en 1992 à La Sorbonne.

## Œuvres
- Trois mélodies Piano et voix : Humnos (Poème d'Eva Norvska) (1975), Le pas passé, Regard d'aube (Poèmes de Pierrette Germain) (1978)
- Expression (2 piano 4 mains) Éditions Fuzeau (1981)
- Écart piano seul Éditions Choudens (1984)
- Anaglyphe Piano et Violon Éditions Fuzeau (1985)
- Ballade à deux Piano et basson Éditions Billaudot - (Collection Panorama) (1985)
- Décan piano à quatre mains, quatuor à cordes, flûte, clarinette en si♭, contrebasse, percussion (1986)
- Trois petites pièces (Soumen. Graine. Granitelle) Éditions CPEA (1987)
- Trio à cordes (1987)
- Naufrage ondes Martenot, piano, percussion et récitant ad lib. (Texte de Henri Heine traduit par G. de Nerval) (1988)
- Naufrage orgue, violon et récitant ad lib. (1988)
- Ortive orchestre symphonique (2.2.2.2/ 4.2.2.1/ timb. - perc.) (1988)
- Monisme Violon seul (1989) Création par Alexis Galpérine Paris
- Sciophonie Quatuor à cordes et piano (1990)
- Madiganae piano seul Éditions CPEA (1990)
- Rai Piano et violoncelle (1991)
- Rai Version pour orchestre à cordes (1991)
- Panlogue Piano et harmonica de concert (ou flûte) Éditions Notissimo (1991)
- La mère et le roi soprano, piano et quatuor à cordes (texte de Pierrette Germain) (1993)
- Quinterna Cinq guitares, violon, contrebasse et percussion (1994)
- Eunode Concerto pour piano et ensemble instrumental (cl. en si♭, saxo en si♭, cor en fa, quintette à cordes) (1994)
- Heliades piano, trompette, saxo en mi♭ et percussion (1995)
- Rai II version pour orchestre symphonique (1996)
- Le chêne de lumière cantate pour soprano, baryton et récitant, orchestre symphonique, orgue et chœurs (Texte de Pierrette Germain) (1996)
- Quadrimania piano 4 mains Éditions Notissimo (1997)
- Quaterna Quatre guitares (1997)
- Spinelle Piano et Flûte à bec alto Éditions Billaudot - (Collection Panorama) (1997)
- Eoly Quintette de Cuivres Éditions Notissimo (1998)
- Tempo del trio Piano, violon et violoncelle Éditions Notissimo (1999)
- Profil d'orgues trois orgues (1999)
- Rodolphe  opéra en trois actes pour soli, chœurs et orchestre (Livret de Jacques Grasswill) (2001)
- Fil à fil chœur sur un texte de Pierrette Germain (2001)
- Lignale (2003)
- Tête à tête (2003) et Tête à tête II (2004) Ed. Delatour
- Impromptu (Aparté, Saynète) piano Ed. Henry Lemoine 2004
- Foliane orgue et récitant sur un texte de Pierrette Germain (2004)
- In memoriam André David Jean-Jacques Werner, Charles Chaynes, Alain Margoni, Jacques Casterede Ed. Delatour (2014)

## Enregistrements
- Expression II  Vinyl 33 tours REM 11016.XT
- Anaglyphe ; Rai ; Ecart et Naufrage Annie Jodry, violon ; Jacques Wiederker, violoncelle ; Geneviève Ibanez et André David, piano, ensemble 3/2 (Ch. Simonin, J. Henri-Dufresnois, J. Fessard) et Pierrette Germain, récitante. CD REM311235 (1994)
- Le Chêne de lumière Fusako Kondo, soprano ; Hervé Hennequin, baryton. ; Rodrigue Souweine, récitant ; Françoise Levéchin, orgue, chœurs et orchestre de l'E.N.M. de Fresnes, Direction : Jean-Jacques Werner (compositeur) CD REM311324 (1998)
- "Musique de chambre avec clavier" : Décan ; Héliades ; Profils d’orgues Geneviève Ibanez, piano ; F Levéchin-Gangloff, orgue ; solistes de l’orchestre Léon Barzin, direction Jean-Jacques Werner (compositeur) ; Pascal Clarhaut, trompette ; Marc Sieffert, saxophone alto ; Christine Marchais, piano ; Jean Fessard, percussions ; Pierrick Antoine, petit orgue ; André David, orgue de chœur CD MA051201 (2005)

## Écouter
- Decan 1er mouvement
- Decan 2e mouvement
- Decan 3e mouvement
- Heliade
- Profil d'orgues
- Ecart
- Rodolphe poème lyrique en 3 actes (vidéo)
- Rodolphe, le chant du troubadour

## Décoration
- Chevalier de l'ordre des Arts et des Lettres